# Kobe Vleminckx
Kobe Vleminckx (ur. 31 maja 1998) – belgijski lekkoatleta, sprinter.
Medalista Młodzieżowych Mistrzostw Europy (2019) oraz Mistrzostw Belgii (2018, 2019).

## Osiągnięcia
- Mistrzostwa Belgii, Bruksela 2018
  - srebrny medal – bieg na 200 m
- Młodzieżowe Mistrzostwa Europy, Gävle 2019
  - srebrny medal – bieg na 200 m
  - brązowy medal – sztafeta 4 × 400 m
- Halowe Mistrzostwa Belgii, Gandawa 2019
  - srebrny medal – bieg na 60 m
- Mistrzostwa Belgii, Bruksela 2019
  - złoty medal – bieg na 100 m

## Rekordy życiowe
- bieg na 60 metrów
  - hala – 6,65 (2021)
- bieg na 100 metrów
  - stadion – 10,23 (2023) / 10,22w (2023)
- bieg na 200 metrów
  - stadion – 20,89 (2019)
  - hala – 21,96 (2016)